# Pfarrkirchen bei Bad Hall
Pfarrkirchen bei Bad Hall osztrák község Felső-Ausztria Steyrvidéki járásában. 2019 januárjában 2284 lakosa volt. 

## Elhelyezkedése

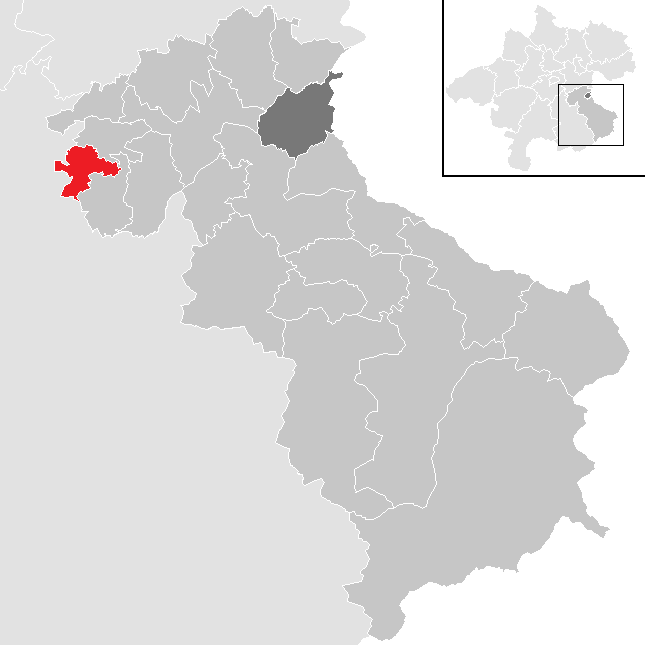
Pfarrkirchen bei Bad Hall a Steyrkörnyéki járásban

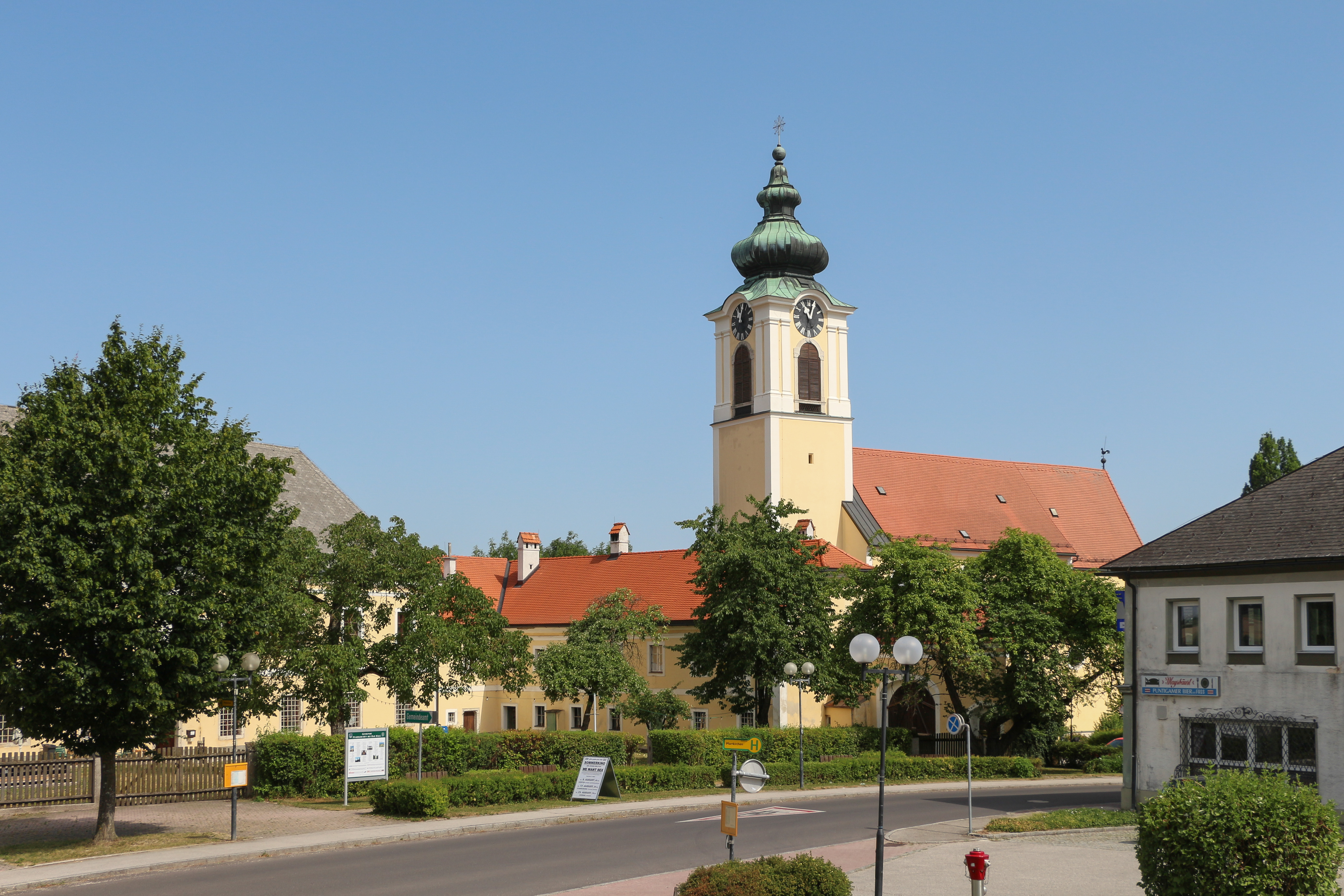
A Szt. György-plébániatemplom

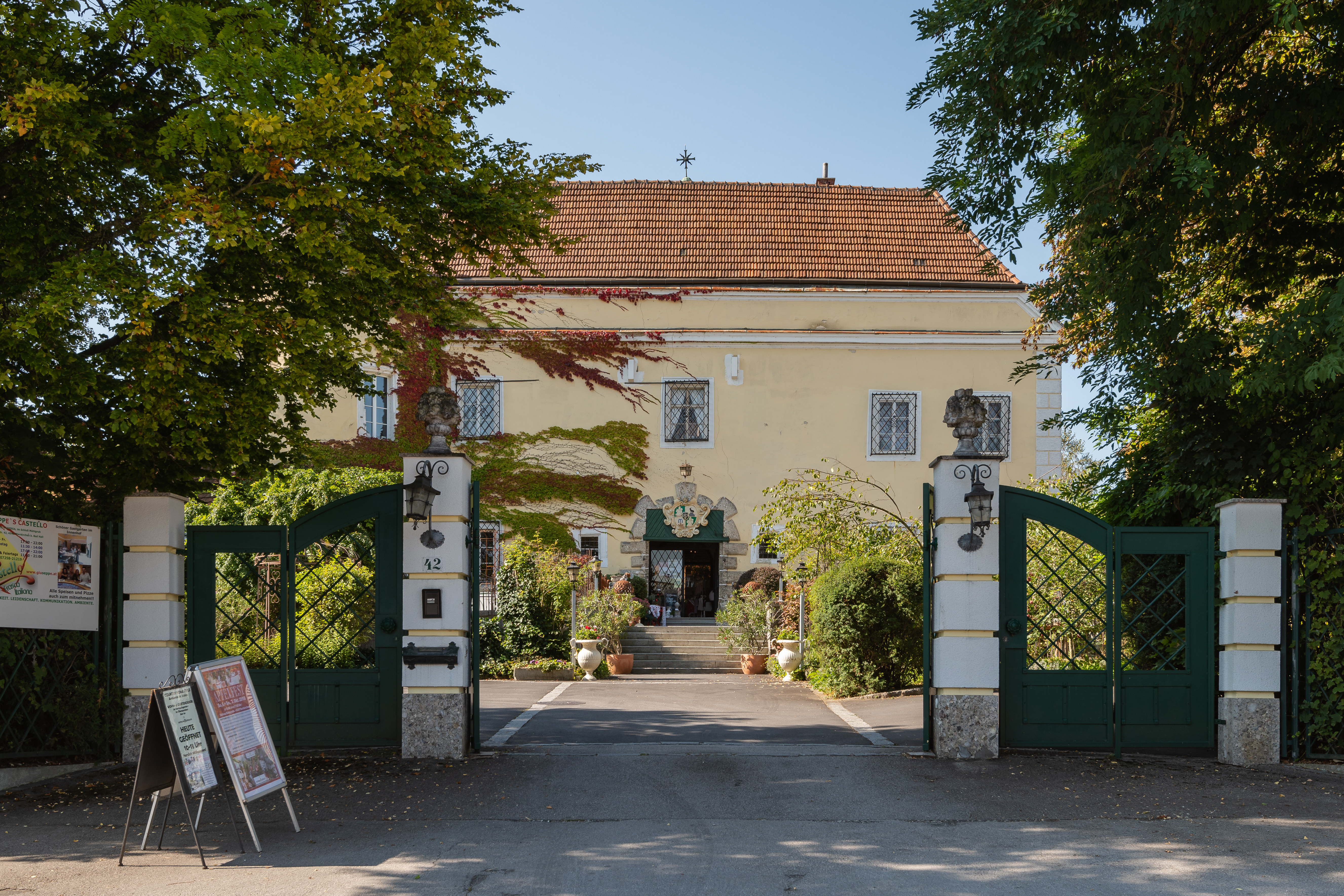
A mühlgrubi kastély

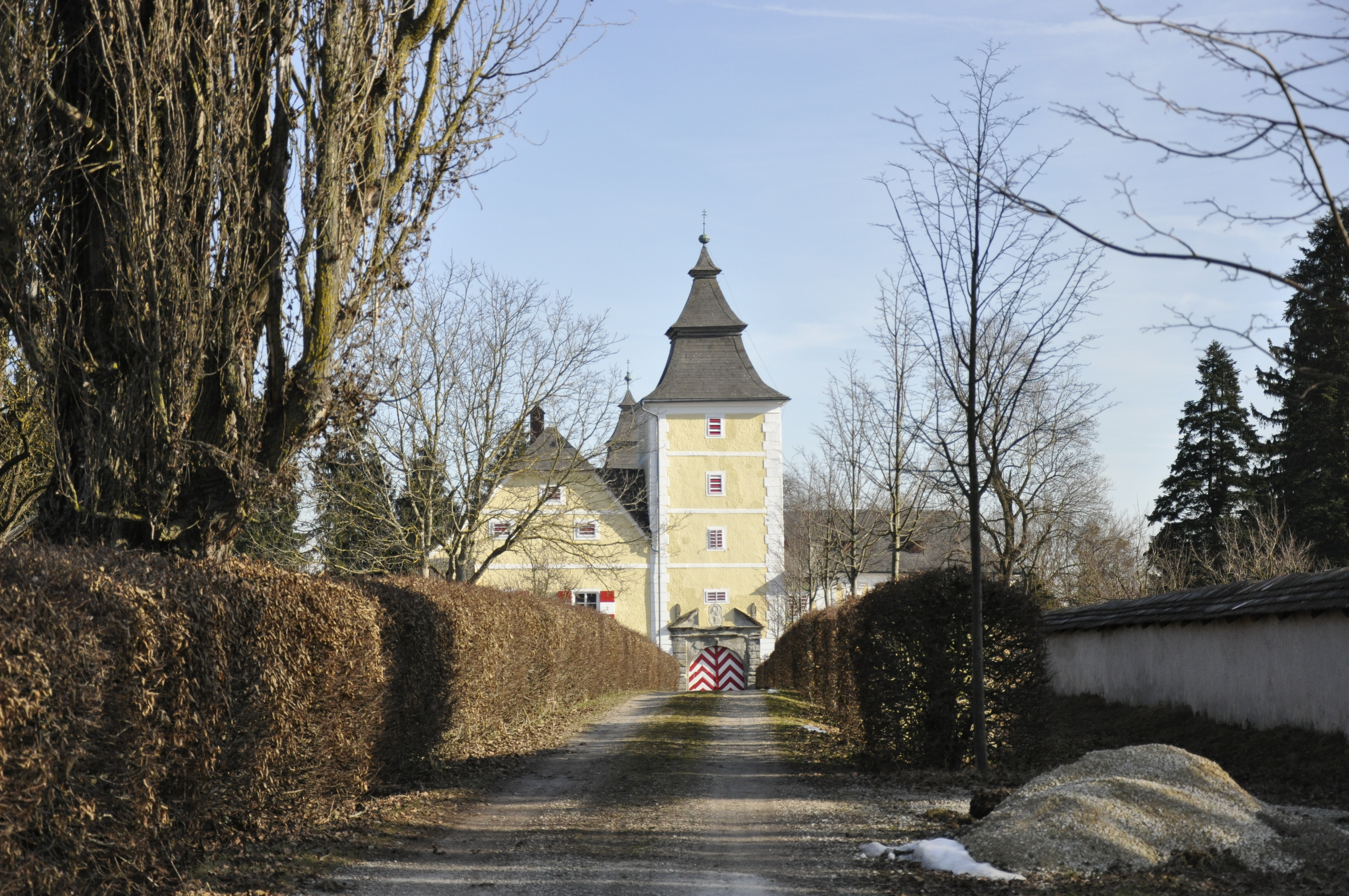
A feyreggi kastély

Pfarrkirchen bei Bad Hall a tartomány Traunviertel régiójában fekszik. Területének 9,8%-a erdő, 76,8% áll mezőgazdasági művelés alatt. Az önkormányzat 4 településrészt és falut egyesít: Feyregg (882 lakos 2019-ben), Möderndorf (212), Mühlgrub (386) és Pfarrkirchen bei Bad Hall (804). 
A környező önkormányzatok: északkeletre Bad Hall, délkeletre Adlwang, délre Nußbach, délnyugatra Wartberg an der Krems, északnyugatra Kremsmünster.  

## Története
A község területét 777-ben adományozta III. Tasziló bajor herceg az általa alapított kremsmünsteri apátságnak, ezután kezdődhetett Pfarrkirchen betelepítése is. 943-ban a kalandozó magyarok elpusztították az apátságot és a környékét. A falu templomát először 1247-ben említik, magát Pfarrkirchent pedig 1378-ban.  A reformáció terjedése eleinte főleg a nemességet érintette, Feyregg és Mühlgrub várurai, Leonhard von Sinzendorf és Hans Wucherer von Drosendorf fogadták el először Luther tanait, majd lassan a parasztság is követte példájukat. A templomot elhagyták, az istentiszteleteket, keresztelőket a mühlgrubi kastélyban tartották.  
Az 1598-as parasztfelkelésben a pfarrkircheniek is részt vettek (bár a lázadók azzal fenyegették a vonakodókat, hogy felgyújtják a házukat). Egyik csoportjuk fegyvereket követelt a mühlgrubi kastélynál, majd Steyr ellen vonult. 1618-ban az ellenreformáció idején ismét katolikus papot neveztek ki a faluba. 1624-ben II. Ferdinánd császár elrendelte a protestáns lelkészek kiűzését, amely újabb parasztfelkeléshez vezetett. A lázadás egyik vezetője, Stefan Fadinger 7 ezer emberével Pfarrkirchenen át vonult Steyrhez. 
Az 1848-as forradalom után felszámolták a feudális birtokrendszert és megalakultak a települési önkormányzatok. Pfarrkirchen a szomszédos Bad Hallhoz került, de mivel a jórészt mezőgazdaságból élő lakosság érdekei eltértek a népszerű fürdővárosétól, 1861-ben különváltak. A község 1910-ben vette fel a Pfarrkirchen bei Bad Hall nevet. 1938-ban Ausztria csatlakozott a Német Birodalomhoz és közigazgatási reformot hajtottak végre, melynek során Pfarrkirchent a lakosság akarata ellenére ismét Bad Hall-hoz csatolták. A második világháború után egy népszavazáson a helybeliek a függetlenségre voksoltak, így Pfarrkirchen 1946-ban ismét önállóvá vált.     

## Lakosság
A Pfarrkirchen bei Bad Hall-i önkormányzat területén 2019 januárjában 2284 fő élt. A lakosságszám 1961 óta gyarapodó tendenciát mutat. 2017-ben a helybeliek 95,1%-a volt osztrák állampolgár; a külföldiek közül 1,4% a régi (2004 előtti), 1,7% az új EU-tagállamokból érkezett. 0,8% a volt Jugoszlávia (Szlovénia és Horvátország nélkül) vagy Törökország, 1% egyéb országok polgára volt. 2001-ben a lakosok 85,3%-a római katolikusnak, 4,7% evangélikusnak, 2,1% mohamedánnak, 5,9% pedig felekezeten kívülinek vallotta magát. Ugyanekkor 7 magyar élt a községben; a legnagyobb nemzetiségi csoportot a német (95,9%) mellett a törökök és a horvátok alkották 1,4-1,4%-kal.
A népesség változása:

| 2016 | 2 162 |
| 2018 | 2 244 |

## Látnivalók
- a Szt. György-plébániatemplom
- a mühlgrubi kastély
- a feyreggi kastély

## Fordítás
- Ez a szócikk részben vagy egészben  a   Pfarrkirchen bei Bad Hall című német Wikipédia-szócikk ezen változatának fordításán alapul.  Az eredeti cikk szerkesztőit annak laptörténete sorolja fel. Ez a jelzés csupán a megfogalmazás eredetét és a szerzői jogokat jelzi, nem szolgál a cikkben szereplő információk forrásmegjelöléseként.